# Liturgia das Horas

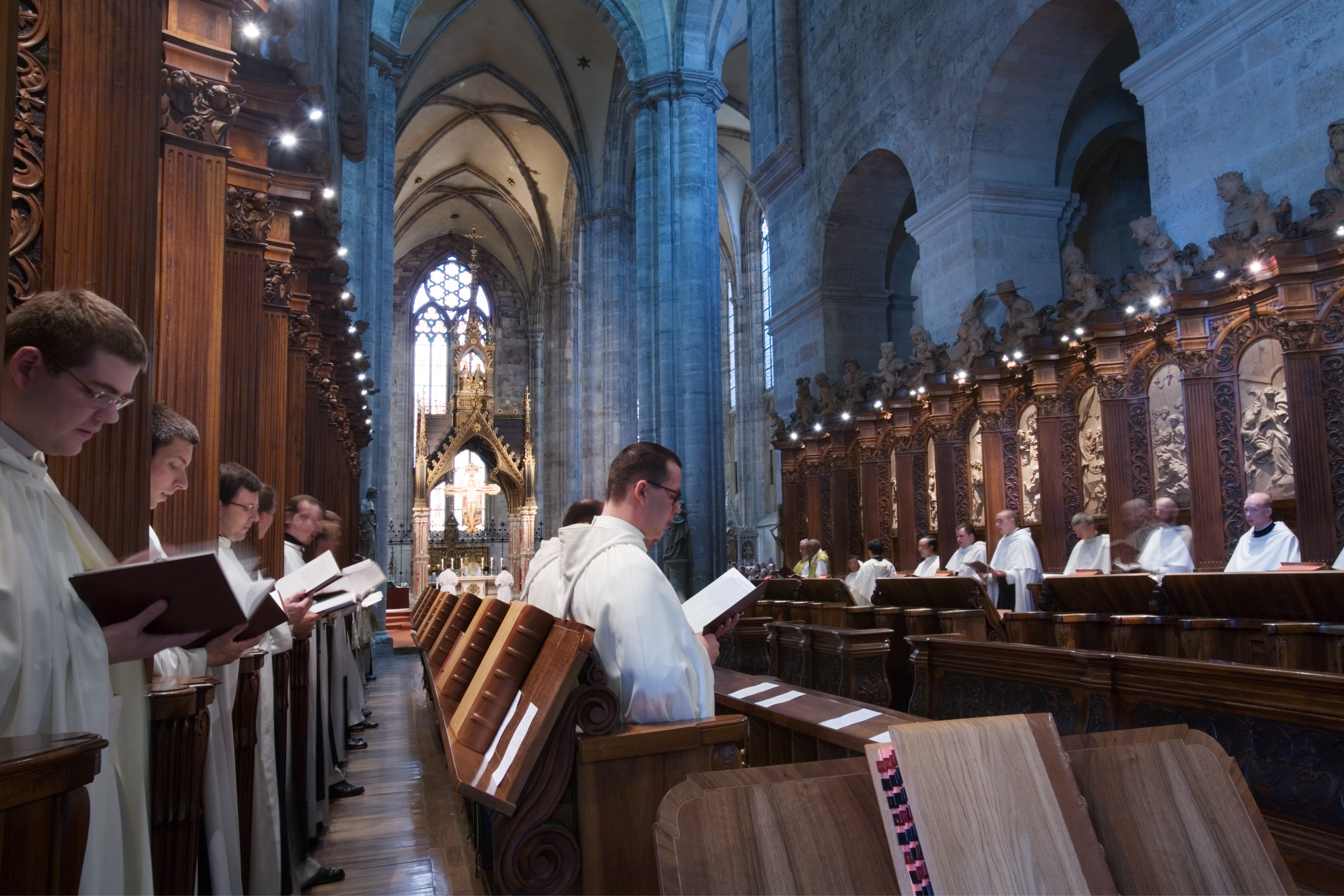
Monges cistercianos rezando a Liturgia das horas na Abadia de Heiligenkreuz

A Liturgia das Horas (também chamada Ofício Divino) é a oração pública e comunitária oficial da Igreja Católica.
A palavra ofício vem do latim "opus" que significa "obra". É o momento de parar em meio a toda a agitação da vida e recordar que a Obra é de Deus.
Consiste basicamente na oração quotidiana (dia a dia) em diversos momentos do dia, através de Salmos e cânticos, da leitura de passagens bíblicas e da elevação de preces a Deus. Com essa oração, a Igreja procura cumprir o mandato que recebeu de Cristo, de orar incessantemente, louvando a Deus e pedindo-lhe por si e por todos os homens.

## Nomes desta oração
- Liturgia das Horas: nome predominante durante a reforma litúrgica pós-Concílio Vaticano II, e actualmente em uso. Exprime ao mesmo tempo a característica de ser uma acção litúrgica da Igreja, e que portanto torna presentes os mistérios da salvação, e o seu objectivo peculiar de santificar as diversas horas do dia.
- Ofício Divino: nome utilizado predominantemente, até ao Concílio Vaticano II, que exprime o carácter de obrigatoriedade (ofício) desta oração para os clérigos. Ao mesmo tempo, remetia para o dever de rezar, dado por Deus aos seus fiéis.
- Breviário: nome dado ao livro onde se encontram os textos desta oração e que acabou por designar a própria oração. O nome “Breviário” provém do século XI, quando apareceu um livro que continha todos os textos necessários para o Ofício divino, que condensava num só volume o que até então se encontrava repartido por vários livros. Por ser mais “breve” e prático, passou ser conhecido por esse nome, que se manteve até à última reforma litúrgica para designar cada um dos volumes (Breviarium Romanum).

## Introdução
O Mistério de Cristo, principalmente a sua Encarnação e a sua Páscoa, que os católicos celebram na Missa, penetra e transfigura o tempo de cada dia pela celebração da Liturgia das Horas. Esta celebração, em fidelidade às recomendações apostólicas de “orar sem cessar”, “está constituída de tal modo que todo o curso do dia e da noite seja consagrado pelo louvor de Deus”. Ela constitui “a oração pública da Igreja”, na qual os fiéis (clérigos, religiosos e leigos) exercem o sacerdócio régio dos batizados. Celebrada “segundo a forma aprovada” pela Igreja, a Liturgia das Horas “é verdadeiramente a voz da própria esposa que fala com o esposo, e é até a oração de Cristo, com seu corpo, ao Pai”.
A Liturgia das Horas é destinada a tornar-se a oração comunitária de toda a Igreja Católica. Celebrar a Liturgia das Horas exige não somente que se harmonize a voz com o coração que reza, mas também “que se adquira um conhecimento litúrgico e bíblico mais rico, principalmente dos Salmos”. Os hinos e as ladainhas da Liturgia das Horas inserem a oração dos salmos no tempo da Igreja, exprimindo o simbolismo do momento do dia, do tempo litúrgico ou da festa celebrada. Além disso, a leitura da Palavra de Deus a cada hora (com os responsos ou os tropários que vêm depois dela) e, em certas horas, as leituras dos Padres da Igreja e dos mestres espirituais revelam mais profundamente o sentido do mistério celebrado, ajudam na compreensão dos salmos e preparam para a oração silenciosa. A lectio divina, em que a Palavra de Deus é lida e meditada para tornar-se oração, está assim enraizada na celebração litúrgica. A Liturgia das Horas, que é como que uma antecipação para a celebração eucarística, não exclui, mas requer de maneira complementar, as diversas devoções do Povo de Deus, particularmente a adoração e o culto do Santíssimo Sacramento.

## Celebração comunitária
A Liturgia das Horas é destinada a tornar-se a oração comunitária de toda a Igreja Católica. Nela, o próprio Cristo “continua a exercer sua função sacerdotal por meio de sua Igreja”; cada um participa dela segundo seu lugar próprio na Igreja e segundo as circunstâncias de sua vida: os presbíteros, enquanto dedicados ao ministério da palavra; os religiosos e as religiosas, pelo carisma de sua vida consagrada; os leigos, segundo suas possibilidades. “Os pastores de almas cuidarão que as horas principais, especialmente as vésperas, nos domingos e dias festivos mais solenes, sejam celebradas comunitariamente na Igreja. Recomenda-se que os próprios leigos recitem o Ofício divino, ou juntamente com os presbíteros, ou reunidos entre si, e até cada um individualmente”.
A "Instrução Geral sobre a Liturgia das Horas" recomenda que “a Liturgia das Horas, tal como as demais acções litúrgicas, não é acção privada, mas pertence a todo o corpo da Igreja, manifesta-o e afecta-o.” (n. 20). Por esse motivo, a Igreja recomenda que seja celebrada comunitariamente, pois assim se exprime melhor a sua essência intrínseca. Sempre que seja possível, a celebração em grupo, comunitariamente, é preferível à celebração individual. No entanto, a celebração individual continua a estar inserida na oração de toda a Igreja, pelo que toda a celebração da Liturgia das Horas é sempre a seu modo comunitária.

## Quem celebra a Liturgia das Horas?
A Liturgia das Horas não é ação privada, mas para todo corpo da Igreja. Sendo assim, há, de fato, um ministro delegado para isso. Para a celebração comunitária, ter-se-á um diácono ou o próprio padre. Nos mosteiros, pode celebrá-la o superior; sendo assim, até um bispo. Para a celebração individual ou comunitária quando somente leigos participam, o próprio fiel pode celebrá-la. A diferença reside no facto de se tratar de uma obrigação para os ministros ordenados (diáconos, presbíteros, bispos, arcebispos, cardeais e até do Papa) celebrar o Ofício Divino em todas as suas horas (Ofício das Leituras, Laudes, Hora Média, Vésperas e Completas), enquanto não é obrigação dos leigos celebrar o Ofício Divino em todos o seus momentos.

## Origem da Liturgia das Horas

### A oração judaica
O costume de os cristãos rezarem regularmente a diversos momentos do dia tem origem no costume judaico. Os judeus, no tempo de Jesus Cristo, tinham uma oração pública e privada perfeitamente regulamentada quanto às horas, composta de salmos e de leituras do Antigo Testamento.
Jesus Cristo, enquanto judeu, terá certamente praticado este tipo de oração, e o mesmo terão feito os Apóstolos.
Os cristãos continuaram com esse costume, praticamente nos mesmos moldes, dando-lhe, claro, um sentido cristão, pelo que às leituras do Antigo Testamento cedo se juntaram leituras dos Evangelhos e das Epístolas.

### Oração de Cristo e oração da Igreja
Jesus Cristo, ao longo dos Evangelhos, aparece frequentemente em oração, que aparece como parte essencial do seu ministério terreno. Do mesmo modo, recomenda aos seus discípulos que façam o mesmo e que “orem sem cessar”. Por esse motivo, os primeiros cristãos levaram a sério esta recomendação, pelo que tinham a oração regular como elemento essencial da sua vida cristã. Assim, encontramos nos Actos dos Apóstolos frequentes referências à oração dos primeiros cristãos e a horas determinadas em que essa oração era praticada, sempre com a intenção de cumprir o mandamento de Cristo.

### Desenvolvimento da oração comunitária
Com o progressivo distanciamento dos judeus, sobretudo desde a destruição de Jerusalém e a diáspora, os cristãos foram desenvolvendo um esquema próprio de oração. Ao longo dos séculos, toma forma a oração regular nas cidades, sob a presidência do bispo, centrada em dois pólos: a manhã e a tarde. Todos os cristãos eram convidados a tomar parte nesta oração pública e comunitária, ainda que sem obrigação.
A recitação privada das diversas horas primeiramente não existia, mas foi sendo recomendada àqueles que não podiam participar na celebração comunitária.

### A oração das horas e a vida monástica
No quinto século da era cristã, São Bento estruturou o Ofício Divino em oito períodos, incluindo um no meio da noite especificamente para os monges. A Regra de São Bento se tornou um dos documentos mais importantes na formação da cultura ocidental.
Com o aparecimento do monaquismo, a oração regular passa a fazer parte integrante da vida consagrada. O fato de ser realizada por pessoas que dedicavam grande parte do seu dia à oração levou a que essa oração se desenvolvesse e aumentasse, incluindo várias horas durante o dia, além das tradicionais de manhã e à tarde.
Mais elaborada e comprida, a oração monástica acabou por influenciar a oração das catedrais, que integrou horas tipicamente monásticas.

### A privatização da oração da Igreja
No início, a oração da Igreja era presidida pelo bispo, rodeado pelos seus presbíteros e diáconos e pelo povo cristão. Ora, com o desaparecimento dos diáconos e o envio dos presbíteros para zonas mais distantes da diocese, onde se estabeleceram como enviados do bispo, tal celebração comunitária acabou por cair em desuso. Os presbíteros passaram então a rezar privadamente as diversas horas.
Além disso, a oração da Igreja foi-se tornando progressivamente desconhecida para o povo cristão, pelo fato de ser mantida em latim, língua que o povo do Império Romano foi progressivamente abandonando e deixando de entender.
Isto motivou que a oração das horas se tornasse na prática algo reservado aos clérigos, mentalidade que se enraizou na consciência dos cristãos e que se mantém até hoje, apesar de não ser o seu sentido original.

## As diversas horas litúrgicas

### Laudes
A hora das Laudes é a primeira oração do dia. É feita de manhã e significa "louvor", de modo que nessa hora é privilegiado o louvor a Deus pelo início de mais um dia e o recomeço do trabalho; sendo assim, o rito das Laudes é solene e reúne:
- Invitatório:

Presidente: Abri os meus lábios, ó Senhor!
Resposta: E minha boca anunciará Vosso louvor!
- Hino:

Para cada dia e cada momento do mesmo há um hino diferente.
- 1ª Salmodia:

Nas Laudes, a Salmodia é composta por dois salmos de louvor, intercalados pelo Cântico.
- Cântico:

Sempre do Antigo Testamento.
- 2ª Salmodia:

Segundo e último salmo de louvor nas Laudes.
- Leitura breve (e, se oportuno, faz-se a Homilia):

Breve momento em se ouve e, em seguida, medita-se a Palavra de Deus.
- Resposta breve à Palavra de Deus:

Aqui, usa-se uma antífona para a resposta.
- Cântico Evangélico:

Nas Laudes, o Cântico Evangélico será sempre o Benedictus, que é o Cântico de Zacarias narrado no Evangelho segundo São Lucas capítulo 1, versículos de 68 a 79.
- Preces para consagrar o Dia e o Trabalho a Deus:

Para cada prece, assim como na Missa, há uma resposta da assembleia.
- Oração do Senhor (Pai Nosso)

- Oração conclusiva:

Para cada dia há uma oração própria.

### Hora Média (ou Meridiana)
A Hora Média pode ser celebrada às 9h00 (chamada de "Tércia" ou "Terça"), às 12h00 ("Sexta") e/ou às 15h00 ("Noa" ou "Nona"). Nessa hora, agradece-se pela manhã que está sendo vivida e pelos trabalhos que nela estão sendo realizados (9h00); agradece-se pela manhã que passou e pelo almoço, além de agradecer pela tarde que vai começar (12h00); agradece-se pela tarde que está sendo vivida e pelo trabalhos que nela estão sendo realizados (15h00). É composta essa hora dos seguintes elementos:
- Invitatório:

P.: Vinde, ó Deus, em meu auxílio!
R.: Socorrei-me sem demora!
- Hino:

Para cada dia e cada momento do mesmo há um hino diferente.
- Salmodia:

Na Hora Média canta-se três salmos, podendo ser de louvor ou de súplica.
- Leitura breve:

Momento breve em que ouve-se e medita-se a palavra de Deus. Se for oportuno, pode-se guardar um momento de silêncio e, em seguida, faz-se o Responso.
- Resposta breve à Palavra de Deus:

Ocorre das mesma maneira que nas Laudes.
- Oração conclusiva:

Geralmente, toma-se a mesma oração que foi feita nas Laudes.

### Vésperas
As Vésperas são as orações do fim da tarde, podendo ser celebrada já no poente como no começo imediato da noite. Da mesma maneira como nas Laudes, as Vésperas agradecem ao Senhor, por sua vez e momento, o fim do dia e dos trabalhos. Ora, se de manhã, nas Laudes, agradecemos o começo do dia, agora, nas Vésperas, agradeceremos o fim do dia. Compõem as Vésperas os seguintes elementos:
- Invitatório:

P.: Vinde, ó Deus, em meu auxílio!
R.: Socorrei-me sem demora!
- Hino:

Para cada dia e cada momento do mesmo há um hino diferente.
- Salmodia:

Nas Vésperas, temos dois salmos e , em seguida, o Cântico.
- Cântico:

Sempre do Novo Testamento.
- Leitura Breve (e, se oportuno, faz-se a Homilia):

Breve momento em se ouve e, em seguida, medita-se a Palavra de Deus.
- Resposta breve à Palavra de Deus:

Aqui, usa-se uma antífona para a resposta, ou seja, ocorre das mesma maneira que nas Laudes.
- Cântico Evangélico:

Nas Vésperas, o Cântico Evangélico será sempre o Magníficat (o Cântido de Maria), no Evangelho segundo São Lucas capítulo 1, versículos de 46 a 55.
- Preces ou Intercessões:

Agradecem a Deus pelo dia terminado e pedem por todo o Povo de Deus, pela Igreja e, na última prece, pelos falecidos.
- Oração do Senhor (Pai Nosso)

- Oração conclusiva:

Uma oração para cada dia litúrgico, sempre diferente da oração que foi feita nas Laudes.

### Completas
A hora das Completas é rezada à noite, à preparação para dormir. É tomada como a última oração do dia e é composta dos seguintes elementos:
- Invitatório:

P.: Vinde, ó Deus, em meu auxílio!
R.: Socorrei-me sem demora!
- Ato de Contrição:

Pede-se perdão a Deus pelos pecados cometidos através do Ato de contrição.
- Hino:

É usado um hino próprio do ordinário, ou seja, um mesmo hino para essa oração; porém, tem-se duas opções para serem cantadas fora do Tempo Pascal e uma única opção para ser usada dentro do Tempo Pascal.
- Salmodia

- Leitura breve

- Resposta breve à Palavra Deus:

Ocorre das mesma maneira que nas Laudes.
- Cântico Evangélico:

Nas Completas, usa-se o Cântico de Simeão Nunc dimittis, narrado no Evangelho segundo São Lucas capítulo 2, versículos de 29 a 32.
- Oração conclusiva:

Usa-se todos os dias a mesma oração:
O Senhor todo-poderoso nos conceda uma noite tranquila e, no fim da vida, uma morte santa. Amém.
- Antífonas finais de Nossa Senhora:

Por fim, canta-se ou reza-se uma das antífonas propostas no ordinário, entre elas a Salve Rainha e, no Tempo Pascal, a Regina caeli.

## O livro litúrgico da Liturgia das Horas

### História
Quando o Ofício divino se organizou, foram necessários livros que contivessem os diversos textos utilizados para a sua celebração. Assim, surgiram vários livros, cada um contendo um determinado tipo de texto: o Saltério (para os salmos), o Antifonário (para as antífonas), o Hinário (para os hinos), o Leccionário (para as leituras), etc. Esse conjunto de livros era utilizado na celebração comunitária, que inicialmente era a mais comum.
Contudo, com a difusão da recitação privada, tornou-se clara a desvantagem de ter uma multiplicidade de livros. Foi-se então reunindo os materiais em volumes isolados, até que, pelo século XI, surgiu um só livro em que todos os textos necessários se encontravam compilados, aparecendo assim um volume que abreviava todos os outros: o Breviário.
Tal livro destinava-se à recitação privada e a situações de viagem, ou semelhantes. O novo livro litúrgico impôs-se universalmente e, com o aparecimento da imprensa, conheceu grande difusão.
A reforma litúrgica tridentina consagrou o breviário como livro litúrgico para o Ofício divino, e assim permaneceu até aos nossos dias. Chamava-se então Breviário Romano (Breviarium Romanum) e apresentava-se geralmente em quatro volumes. Pio V o promulgou para todo o clero, e por isso também foi chamado de Breviário de Pio V.
São Pio X o reformou em 1 de novembro de 1911, com a bula Divino Afflatu, facilitando a recitação do saltério. Continuando essa reforma iniciada por São Pio X, a Sagrada Congregação dos Ritos simplificou as festas dos santos, com o decreto de 23 de março de 1955.
A reforma litúrgica do Concílio Vaticano II manteve a forma externa do livro litúrgico, modificando apenas o conteúdo.

### Atualidade
Os vários textos utilizados na celebração da Liturgia das Horas são reunidos numa publicação intitulada "Liturgia das Horas", que se apresenta geralmente em quatro volumes, cada um destinado a uma determinada época do ano litúrgico:
1. Advento e Natal.
2. Quaresma, Tríduo pascal e Tempo pascal.
3. Semanas 1 a 17 do Tempo comum.
4. Semanas 18 a 34 do Tempo comum.

Em cada um destes volumes constam também as celebrações dos santos e outras que constam do calendário e que podem surgir em cada uma das épocas a que diz respeito determinado volume.
A versão abreviada em um único volume ainda chama-se Breviário.